# Ларрі Азуні
Ларрі Азуні (фр. Larry Azouni, араб. لاري أزوني, нар. 23 березня 1994, Марсель) — туніський та французький футболіст, півзахисник клубу «Нім-Олімпік» та національної збірної Тунісу.

## Клубна кар'єра
Ларрі почав займатися футболом у віці 6 років у клубі «Бюрель». У 2006 році він приєднався до молодіжної академії «Марселя». Дебют Ларрі на професійному рівні припав на останній матч групового етапу Ліги Європи проти кіпрського АЕЛа. У грі, що відбулася 6 грудня 2012 року, Азуні вийшов на заміну на 71 хвилині.
2 вересня 2013 року Ларрі був відданий в оренду з правом викупу строком на один рік в «Лор'ян», де грав здебільшого за дубль. Свій перший матч у Лізі 1 Азуні провів 4 жовтня 2013 року проти «Бастії». З'явившись на полі на 76 хвилині замість Жеремі Альядьера, Ларрі всього 8 хвилин потому був вилучений за грубу гру. Азуні також брав участь в іграх «Лор'яна» у Кубку Франції і Кубку французької ліги, проте з обох змагань його команда вилетіла, провівши по одній зустрічі.
Влітку 2014 року Азуні в статусі вільного агента перейшов в «Нім-Олімпік» з Ліги 2, з яким підписав контракт на чотири роки. Відтоді встиг відіграти за команду з Німа 49 матчів в національному чемпіонаті.

## Виступи за збірні
У 2010 році Азуні провів два матчі за збірну Тунісу серед юнаків до 16 років.
2012 року дебютував у складі юнацької збірної Франції, взяв участь у 17 іграх на юнацькому рівні. У 2013 році він взяв участь у юнацькому чемпіонаті Європи у Литві. На турнірі Ларрі зіграв у чотирьох матчах, в тому числі у фінальній зустрічі проти збірної Сербії, в якій французи поступилися 0:1.
Протягом 2013 року залучався до складу молодіжної збірної Франції до 20 років, за яку зіграв у 2 офіційних матчах, забив 1 гол, після чого 2014 року провів один матч за молодіжну збірну Тунісу.
2016 року Азуні остаточно визначився із збірною і дебютував в офіційних матчах у складі національної збірної Тунісу в зустрічі проти Того (1:0).
У складі збірної був учасником Кубка африканських націй 2017 року у Габоні.
Наразі провів у формі головної команди країни 6 матчів.